# William Henry Pickering
William Henry Pickering (Boston, Massachusetts, 1858. február 15. – Mandeville, Jamaica, 1938. január 16.) amerikai csillagász, Edward Charles Pickering öccse. 1883-ban az Amerikai Tudományos és Művészeti Akadémia tagjává választották.

## Munkái
1899-ben felfedezte a Szaturnusz kilencedik holdját, a Phoebe-t. Alfred Wegener előtt felvetette a kontinensek vándorlásának ötletét, ami szerint azok valamikor egyetlen földdarabot alkottak.
Napfogyatkozások megfigyelésére expedíciókat vezetett. Tanulmányozta a Hold krátereit. 1919-ben az Uránusz és a Neptunusz bolygók pályáinak háborgásából egy ismeretlen, Planet X bolygó létére következtetett, de azt a Wilson-hegyi Obszervatórium fényképei nem igazolták. Az 1930-ban felfedezett Pluto tömege túl kevés lett volna az eltérések magyarázatához, így azt ma mérési hibának tartják.
Több obszervatórium és egyéb csillagászati megfigyelőhely létrehozásában működött közre, köztük a legismertebb a Lowell Csillagvizsgáló. Életének késői szakaszát a magán obszervatóriumában való megfigyelésekkel töltötte, ami Jamaicában volt.
Emlékét őrzi a 784 Pickeringia kisbolygó, a Pickering nevű kráter a Holdon és a Marson, amit fivérével, Edward Charles Pickeringgel közösen kapott.

## Fordítás
- Ez a szócikk részben vagy egészben  a   William Henry Pickering című angol Wikipédia-szócikk fordításán alapul.  Az eredeti cikk szerkesztőit annak laptörténete sorolja fel. Ez a jelzés csupán a megfogalmazás eredetét és a szerzői jogokat jelzi, nem szolgál a cikkben szereplő információk forrásmegjelöléseként.